# De Vredenburg
De Vredenburg is een winkel- en appartementencomplex in de Nederlandse stad Utrecht op de plek waar in de 16e eeuw het kasteel Vredenburg stond. De bouw van 'De Vredenburg' startte officieel op 1 december 2009 met een groots opgezette choreografische voorstelling van verleden en toekomst van Hoog Catharijne. Want dat moment markeerde tevens de start van de herontwikkeling van het gehele winkelcomplex Hoog Catharijne. In het gebouw zitten winkels op de begane grond en eerste etage met daarboven 80 appartementen. In de kelder zit een openbare fietsenstalling (begin 2013 geopend). In de kelder zijn ook de fundamenten van het oude kasteel uit 1528 te zien. Het is in december 2012 deels in gebruik genomen door de Zara, en op 18 april 2013 officieel geopend, met een muziekoptreden. Hoewel het een losstaand gebouw is maakt het onderdeel uit van Hoog Catharijne. In de kelder is er toegang tot (een restant van) de oude parkeergarage onder het plein het Vredenburg. Deze parkeergarage is rond 2016 aangesloten op parkeergarage P5, een nieuwe parkeergarage onder het Entreegebouw ten westen van het plein het Vredenburg, dat gebouw maakt onderdeel uit van de nieuwbouw van het winkelcentrum. 
Het vrijstaande gebouw heeft een basishoogte van 20 meter met aan de noordzijde een terugliggende bouwlaag tot 25 meter. Op de begane grond en op de eerste verdieping zijn winkels. Daarboven zijn 80 koopwoningen gebouwd, verdeeld over 4 en 5 lagen.